# Robert Vercellone
Robert Vercellone   (Niça, 21 de març de 1921 - Niça, 1 de setembre de 1996) va ser un ciclista nascut a França però de nacionalitat italiana. Fou professional entre 1945 i 1952, i va combinar el ciclisme en pista amb la ruta. El seu èxit més important fou la victòria d'etapa a la Volta a Espanya de 1948.

## Palmarès
- 1948
  - Vencedor d'una etapa a la Volta a Espanya
- 1949
  - 1r als Sis dies de Buenos Aires (amb Alvaro Giorgetti)
- 1950
  - Vencedor d'una etapa al Tour del Sud-Est